# Indústria imobiliária
A Indústria imobiliária, compreende as atividades de compra, venda e aluguel de: terras, edificações em geral, apartamentos e casas, e os profissionais que atuam nessa área.